# Groß Molzahn
Groß Molzahn település Németországban, Mecklenburg-Elő-Pomeránia tartományban. Lakosainak száma 398 fő (2023. december 31.).

## Népesség
A település népességének változása:
| Lakosok száma | 372  | 372  | 394  | 400  | 398  |
|               | 2017 | 2019 | 2021 | 2022 | 2023 |